# Bardejov
Bardejov (německy Bartfeld, maďarsky Bartfa a česky Bardějov) je okresní město na Slovensku v Prešovském kraji. Leží na severovýchodě země, v oblasti Šariše. V roce 2018 zde žilo 32 449 obyvatel. Toto historické a lázeňské město je pro své zachovalé středověké centrum od roku 2000 zapsané mezi lokality Světového dědictví UNESCO.
Městem protéká řeka Topľa. V Bardejovských Kúpeľích je veřejnosti zpřístupněných osm pramenů minerální vody.

## Historie a památky
Město je poprvé zmiňováno v roce 1241, od roku 1376 bylo svobodným královským městem, ve 14. a 15. století bylo důležitým hornouherským řemeslnickým centrem. Bardejov byl ve středověku pohraniční vojenskou pevností na uhersko-polské hranici. V nebývale vysokých a silných hradbách byly pouze tři brány, z nichž jen jedna bývala otevřená, ale za to je střežilo třiadvacet bašt. Radnice uprostřed náměstí je nejstarší renesanční stavbou na území dnešního Slovenska.
Od 18. století se začaly využívat místní léčivé prameny, město se tak začalo rozrůstat. Roku 1950 bylo jeho centrum vyhlášeno za městskou památkovou rezervaci, proběhla jeho rekonstrukce. Za dobrý stav historického jádra získal Bardejov v roce 1986 zlatou medaili Mezinárodního kuratoria se sídlem v Hamburku. Město je od roku 2000 v seznamu Světového kulturního a přírodního dědictví UNESCO. V témže roce byl místní gotický kostel svatého Jiljí papežem Janem Pavlem II. povýšen na menší baziliku. Kromě četných historických památek jsou navštěvovány také místní lázně. Od roku 1903 v městě sídlí Šarišské muzeum (s historickou, přírodovědní a etnografickou expozicí, součástí je rovněž Muzeum ikon).

### Pravěk
Nejstarší stopy pobytu a činnosti na území Bardejova jsou až ze starší doby kamenné. Tyto stopy představují dva kamenné nástroje. Jeden nástroj, lichoběžníková korodovaná, bílo, místy modro patinovaná čepel se svisle retušovanými hranami byla nalezena nad Mlynským potokem v lokalitě Nad Rurnou. Druhý, bazální část čepele z černého buližníku s vrubem v horní třetině byl nalezen na roli poblíž rozcestí odbočky z cesty Bardejov – Zborov do Bardejovských Kúpeľí. Oba tyto nástroje (umístěné v Šarišském muzeu) byly spojené s gravettienskou kulturou, patřící do poslední fáze doby ledové, do sklonku würmského zalidnění (20 000 let př. n. l.).

### Středověk
V období feudalizmu nedostatek kvalitní orné půdy ovlivňoval rozvoj zemědělství. Významným rysem polohy Bardejova bylo napojení na dva vodní toky (Kľušovský potok a Sekčov), které ho spojovaly s údolím Torysy. Tudy vedlo nejdůležitější spojení s Prešovem. Území Bardejova mělo vysloveně otevřenou zeměpisnou pozici. V Bardejove nekončily cesty přicházející od jihu, naopak pokračovaly alespoň třemi přechody na sever za karpatský oblouk.
Bezpečnost obchodu, řemesel a nezávislost města zaručovalo městské opevnění branami, mohutnými baštami a vodními příkopy. V roce 1365 dostal Bardejov hrdelní právo.
V roce 1376 bylo město povýšeno na svobodné královské město králem Ludvíkem I. Velikým.

## Obyvatelstvo
Při sčítání roku 2001 tvořili 91,3 % obyvatel Slováci, 2,6 % Romové, 2,5 % Rusíni a 1,4 % Ukrajinci. 63,2 % obyvatel se hlásilo k římskokatolické církvi, 16,9 % byli řečtí katolíci a 7,6 % luteráni.

## Městské části
Bardejov se skládá z následujících městských částí
1. Bardejov
2. Bardejovská Nová Ves
3. Bardejovská Zábava
4. Bardejovské Kúpele
5. Dlhá Lúka (připojená v roce 1971)
6. Miháľov

## Doprava
Bardejov leži na železniční trati Prešov – Bardejov (slovenská železniční trať 194) a na křižovatce slovenských silnic II/545 (Prešov-Bardejov) a I/77 (Stará Ľubovňa-Bardejov).

## Osobnosti
- Valentin Ecchius (1494–1556), humanista
- Leonard Stöckel (1510–1560), dramatik, pedagog a reformátor
- Jiří Henisch (1549–1618), humanista, pedagog, lékař a lexikograf
- Béla Kéler (1820–1882), hudební skladatel

## Partnerská města
- Ashtabula, Spojené státy americké
- Calais, Francie
- Česká Lípa, Česko
- Gorlice, Polsko
- Jasło, Polsko
- Kaštela, Chorvatsko
- Krynica-Zdrój, Polsko
- Mikulov, Česko
- Mogilev, Bělorusko
- Molde, Norsko
- Přerov, Česko
- Sremski Karlovci, Srbsko
- Ťačiv, Ukrajina
- Zamość, Polsko